# Mario Todini
Mario Todini (Terni, 8 giugno 1944) è un politico italiano.

## Biografia
Nato a Terni nel 1944, fu esponente locale del Partito Socialista Italiano, per il quale fu più volte eletto consigliere comunale nella città natale. Dal 1988 al 1990 ricoprì la carica di assessore nella giunta guidata da Giacomo Porrazzini.
Eletto sindaco di Terni nel luglio 1990, la sua amministrazione dovette affrontare i contraccolpi dell'inchiesta di Tangentopoli, che portarono alla dimissione della prima giunta da lui presieduta. Si insediò nuovamente con una seconda giunta il 14 dicembre 1992, la cosiddetta "giunta Todini-Giustinelli", così chiamata per il ruolo decisivo che svolse il vicesindaco Franco Giustinelli del PDS, ex senatore. Il 16 gennaio 1993 il sindaco Todini venne arrestato durante l'inchiesta sui permessi del parcheggio interrato di largo Manni, evento che portò alle dimissioni della nuova giunta e alla nomina del commissario prefettizio Federico Filippo De Marinis.